# قائمة رؤساء بوليفيا
رئيس بوليفيا (بالإسبانية: Presidente de Bolivia) هو رئيس الحكومة ورأس الدولة في دولة بوليفيا.

## قائمة الرؤساء
| صورة | الاسم (الميلاد–الوفاة)                        | الولاية الرئاسية | الولاية الرئاسية | الحزب                            | اللقب/الألقاب |
| ---- | --------------------------------------------- | ---------------- | ---------------- | -------------------------------- | --- |
|      | سيمون بوليفار (1783–1830)                     | 11 أغسطس 1825    | 29 ديسمبر 1825   | مستقل                            | محرر بوليفيا |
|      | أنطونيو خوسيه دي سوكري (1795–1830)            | 29 ديسمبر 1825   | 18 أبريل 1828    | مستقل                            | محرر بوليفيا (29 ديسمبر 1825 – 19 يونيو 1826) الرئيس (19 يونيو 1826 – 18 أبريل 1828) |
|      | José María Pérez de Urdininea (1784–1865)     | 18 أبريل 1828    | 2 أغسطس 1828     | مستقل                            | الرئيس |
|      | خوسيه ميغيل دي فيلاسكو فرانكو (1795–1859)     | 2 أغسطس 1828     | 18 ديسمبر 1828   | مستقل                            | الرئيس بالنيابة |
|      | بيدرو بلانكو سوتو (1795–1829)                 | 18 ديسمبر 1828   | 1 يناير 1829     | مستقل                            | الرئيس المؤقت |
|      | خوسيه ميغيل دي فيلاسكو فرانكو (1795–1859)     | 1 يناير 1829     | 24 مايو 1829     | مستقل                            | الرئيس بالنيابة |
|      | أندريس دي سانتا كروز (1792–1865)              | 24 مايو 1829     | 20 فبراير 1839   | مستقل                            | الرئيس المؤقت (29 مايو 1829 – 15 أغسطس 1831) الرئيس (15 أغسطس 1831 – 20 فبراير 1839) الحامي الأعلى للاتحاد البيروفي البوليفي (28 أكتوبر 1836 – 20 فبراير 1839)                            |
|      | خوسيه ميغيل دي فيلاسكو فرانكو (1795–1859)     | 20 فبراير 1839   | 10 يونيو 1841    | مستقل                            | الرئيس الأعلى المؤقت (20 فبراير 1839 – 16 يونيو 1839) الرئيس المؤقت (16 يونيو 1839 – 15 أغسطس 1840) الرئيس (15 أغسطس 1840 – 10 يونيو 1841)                                                |
|      | Sebastián Ágreda (1795–1875)                  | 10 يونيو 1841    | 9 يوليو 1841     | مستقل                            | الرئيس المؤقت |
|      | ماريانو كالفو (1782–1842)                     | 9 يوليو 1841     | 22 سبتمبر 1841   | مستقل                            | الرئيس بالنيابة |
|      | خوسيه باليفيان (1805–1852)                    | 22 سبتمبر 1841   | 23 ديسمبر 1847   | مستقل                            | الرئيس المؤقت (22 سبتمبر 1841 – 15 أغسطس 1844) الرئيس (15 أغسطس 1844 – 23 ديسمبر 1847) |
|      | Eusebio Guilarte Vera (1805–1849)             | 23 ديسمبر 1847   | 2 يناير 1848     | مستقل                            | الرئيس المؤقت |
|      | خوسيه ميغيل دي فيلاسكو فرانكو (1795–1859)     | 18 يناير 1848    | 6 ديسمبر 1848    | مستقل                            | الرئيس المؤقت |
|      | Manuel Isidoro Belzu (1808–1865)              | 6 ديسمبر 1848    | 15 أغسطس 1855    | مستقل                            | الرئيس المؤقت (6 ديسمبر 1848 – 15 أغسطس 1850) الرئيس (15 أغسطس 1850 – 15 أغسطس 1855) |
|      | خورخي كوردوفا (1822–1861)                     | 15 أغسطس 1855    | 21 أكتوبر 1857   | مستقل                            | الرئيس |
|      | خوسيه ماريا ليناريس (1808–1861)               | 21 أكتوبر 1857   | 14 يناير 1861    | مستقل                            | الرئيس المؤقت (21 أكتوبر 1857 – 1858) ديكتاتور مدى الحياة (1858 – 14 يناير 1861) |
|      | Government Junta                              | 14 يناير 1861    | 4 مايو 1861      | مستقل                            | Members: Ruperto Fernández خوسيه ماريا آشا Manuel Antonio Sánchez (حتى 9 أبريل 1861) |
|      | خوسيه ماريا آشا (1810–1868)                   | 4 مايو 1861      | 28 ديسمبر 1864   | مستقل                            | الرئيس المؤقت (4 مايو 1861 – 15 أغسطس 1862) الرئيس (15 أغسطس 1862 – 28 ديسمبر 1864) |
|      | ماريانو ميلغاريخو (1820–1871)                 | 28 ديسمبر 1864   | 15 يناير 1871    | مستقل                            | الرئيس المؤقت (28 ديسمبر 1864 – 15 أغسطس 1870) الرئيس (15 أغسطس 1870 – 15 يناير 1871) |
|      | أوغستين موراليس (1808–1872)                   | 15 يناير 1871    | 27 نوفمبر 1872   | مستقل                            | Supreme Chief of the Revolution (15 يناير 1871 – 21 يناير 1871) الرئيس المؤقت (21 يناير 1871 – 25 أغسطس 1872) الرئيس (25 أغسطس 1872 – 27 نوفمبر 1872)                                     |
|      | توماس فرياس (1804–1884)                       | 28 نوفمبر 1872   | 9 مايو 1873      | مستقل                            | الرئيس |
|      | أدولفو باليفيان (1831–1874)                   | 9 مايو 1873      | 14 فبراير 1874   | مستقل                            | الرئيس |
|      | توماس فرياس (1804–1884)                       | 14 فبراير 1874   | 4 مايو 1876      | مستقل                            | الرئيس |
|      | هيلاريون دزه (1840–1894)                      | 4 مايو 1876      | 17 أبريل 1879    | مستقل                            | الرئيس |
|      | بيدرو خوسيه دومينغو دي غيرا (1809–1879)       | 17 أبريل 1879    | 10 سبتمبر 1879   | مستقل                            | الرئيس |
|      | نارسيسو كامبيرو (1813–1896)                   | 19 يناير 1880    | 3 سبتمبر 1884    | الحزب المحافظ                    | الرئيس |
|      | غريغوريو باتشيكو (1823–1899)                  | 3 سبتمبر 1884    | 15 أغسطس 1888    | الحزب الديمقراطي                 | الرئيس |
|      | أنيسيتو ارسي (1824–1906)                      | 15 أغسطس 1888    | 11 أغسطس 1892    | الحزب المحافظ                    | الرئيس |
|      | ماريانو بابتيستا (1832–1907)                  | 11 أغسطس 1892    | 19 أغسطس 1896    | الحزب المحافظ                    | الرئيس |
|      | سيفيرو فرنانديز (1849–1925)                   | 19 أغسطس 1896    | 12 أبريل 1899    | الحزب المحافظ                    | الرئيس |
|      | Government Junta ‏                             | 12 أبريل 1899    | 25 أكتوبر 1899   |                                  | Members: خوسيه مانويل باندو Serapio Reyes Ortiz Macario Pinilla Vargas |
|      | خوسيه مانويل باندو (1849–1917)                | 25 أكتوبر 1899   | 14 أغسطس 1904    | الحزب الليبرالي                  | الرئيس |
|      | إسماعيل مونتيس (1861–1933)                    | 14 أغسطس 1904    | 12 أكتوبر 1909   | الحزب الليبرالي                  | الرئيس |
|      | Eliodoro Villazón (1848–1939)                 | 12 أكتوبر 1909   | 14 أكتوبر 1913   | الحزب الليبرالي                  | الرئيس |
|      | إسماعيل مونتيس (1861–1933)                    | 14 أكتوبر 1913   | 15 أكتوبر 1917   | الحزب الليبرالي                  | الرئيس |
|      | خوسيه جوتيريز غيرا (1869–1929)                | 15 أكتوبر 1917   | 12 يوليو 1920    | الحزب الليبرالي                  | الرئيس |
|      | حكومة المجلس العسكري                          | 13 يوليو 1920    | 28 يناير 1921    |                                  | أعضاء: باوتيستا سافيدرا José María Escalier José Manuel Ramírez |
|      | باوتيستا سافيدرا (1870–1939)                  | 28 يناير 1921    | 3 سبتمبر 1925    | Socialist Republican Party ‏      | الرئيس |
|      | فيليب س جوزمان (1879–1932)                    | 3 سبتمبر 1925    | 10 يناير 1926    | Socialist Republican Party ‏      | الرئيس المؤقت |
|      | هيرناندو سيليس رييس (1882–1942)               | 10 يناير 1926    | 28 مايو 1930     | الحزب الوطني                     | الرئيس |
|      | مجلس الوزراء                                  | 28 مايو 1930     | 25 يونيو 1930    |                                  | أعضاء: Alberto Díez de Medina Germán Antelo Arauz (حتى 17 يونيو 1930) Franklin Mercado ديفيد تورو José Aguirre Achá Fidel Vega Carlos Banzer Ezequiel Romecín Calderón (من 17 يونيو 1930) |
|      | كارلوس بلانكو غاليندو (1882–1943)             | 28 يونيو 1930    | 5 مارس 1931      | عسكري                            | رئيس حكومة المجلس العسكري أعضاء: José L. Lanza Filiberto Osorio Bernardino Bilbao Rioja Emilio González Quint José Ayoroa                                                                 |
|      | دانيال سالامانكا أوري (1869–1935)             | 5 مارس 1931      | 27 نوفمبر 1934   | Genuine Republican Party         | الرئيس |
|      | José Luis Tejada Sorzano (1882–1938)          | 28 نوفمبر 1934   | 17 مايو 1936     | Liberal Party ‏                   | الرئيس |
|      | جيرمان بوش (1904–1939)                        | 17 مايو 1936     | 20 مايو 1936     | عسكري                            | رئيس حكومة المجلس العسكري |
|      | ديفيد تورو (1898–1977)                        | 20 مايو 1936     | 13 يوليو 1937    | عسكري                            | رئيس حكومة المجلس العسكري |
|      | جيرمان بوش (1904–1939)                        | 13 يوليو 1937    | 23 أغسطس 1939    | عسكري                            | رئيس حكومة المجلس العسكري (13 يوليو 1937 – 28 مايو 1938) الرئيس (28 مايو 1938 – 23 أغسطس 1939)                                                                                            |
|      | كارلوس قوينتنيلا (1888–1964)                  | 23 أغسطس 1939    | 15 أبريل 1940    | عسكري                            | الرئيس المؤقت |
|      | انريكي بينياراندا (1892–1969)                 | 15 أبريل 1940    | 20 ديسمبر 1943   | Concordance                      | الرئيس |
|      | غوالبيرتو فيلارويل (1908–1946)                | 20 ديسمبر 1943   | 21 يوليو 1946    | عسكري                            | رئيس حكومة المجلس العسكري (20 ديسمبر 1943 – 5 أبريل 1944) الرئيس المؤقت (5 أبريل 1944 – 6 أغسطس 1944) الرئيس (6 أغسطس 1944 – 21 يوليو 1946)                                               |
|      | نستور غيين (1890–1966)                        | 21 يوليو 1946    | 15 أغسطس 1946    | مستقل                            | رئيس حكومة المجلس العسكري المؤقت |
|      | توماس مونخي (1884–1954)                       | 15 أغسطس 1946    | 10 مارس 1947     | مستقل                            | رئيس حكومة المجلس العسكري المؤقت |
|      | انريكي هيرتزوغ (1896–1980)                    | 10 مارس 1947     | 22 أكتوبر 1949   | Republican Socialist Unity Party | الرئيس |
|      | Mamerto Urriolagoitía (1895–1974)             | 22 أكتوبر 1949   | 16 مايو 1951     | Republican Socialist Unity Party | الرئيس بالنيابة (22 أكتوبر 1949 – 24 أكتوبر 1949) الرئيس (24 أكتوبر 1949 – 16 مايو 1951)                                                                                                  |
|      | Hugo Ballivián (1901–1993)                    | 16 مايو 1951     | 11 أبريل 1952    | عسكري                            | Chairman of the Military Junta أعضاء: Antonió Seleme Vargas Humberto Torres Ortiz |
|      | Hernán Siles Zuazo (1914–1996)                | 11 أبريل 1952    | 16 أبريل 1952    | الحركة القومية الثورية           | الرئيس المؤقت |
|      | Víctor Paz Estenssoro (1907–2001)             | 16 أبريل 1952    | 6 أغسطس 1956     | الحركة القومية الثورية           | الرئيس |
|      | Hernán Siles Zuazo (1914–1996)                | 6 أغسطس 1956     | 6 أغسطس 1960     | الحركة القومية الثورية           | الرئيس |
|      | Víctor Paz Estenssoro (1907–2001)             | 6 أغسطس 1960     | 4 نوفمبر 1964    | الحركة القومية الثورية           | الرئيس |
|      | رينيه بارينتوس (1919–1969)                    | 5 نوفمبر 1964    | 26 مايو 1965     | عسكري                            | رئيس المجلس العسكري |
|      | رينيه بارينتوس (1919–1969)                    | 26 مايو 1965     | 2 يناير 1966     | عسكري                            | Co-Chairmen of the Military Junta |
|      | ألفريدو أوفاندو كانديا (1918–1982)            | 26 مايو 1965     | 2 يناير 1966     | عسكري                            | Co-Chairmen of the Military Junta |
|      | ألفريدو أوفاندو كانديا (1918–1982)            | 2 يناير 1966     | 6 أغسطس 1966     | عسكري                            | رئيس المجلس العسكري |
|      | رينيه بارينتوس (1919–1969)                    | 6 أغسطس 1966     | 27 أبريل 1969    | Popular Christian Movement       | الرئيس |
|      | لويس أدولفو سيليس ساليناس (1925–2005)         | 27 أبريل 1969    | 26 سبتمبر 1969   | Social Democratic Party ‏         | الرئيس |
|      | ألفريدو أوفاندو كانديا (1918–1982)            | 26 سبتمبر 1969   | 6 أكتوبر 1970    | عسكري                            | الرئيس |
|      | Junta of Commanders of the Armed Forces 1970 ‏ | 6 أكتوبر 1970    | 7 أكتوبر 1971    | عسكري                            | أعضاء: Efraín Guachalla Ibáñez Fernando Sattori Ribera Alberto Albarracín Crespo |
|      | خوان خوسيه توريس (1920–1976)                  | 7 أكتوبر 1970    | 21 أغسطس 1971    | عسكري                            | الرئيس |
|      | Junta of Commanders of the Armed Forces 1971 ‏ | 21 أغسطس 1971    | 22 أغسطس 1971    | عسكري                            | Members: Andrés Selich Chop هوغو بانزر Jaime Florentino Mendieta Vargas |
|      | هوغو بانزر (1926–2002)                        | 22 أغسطس 1971    | 21 يوليو 1978    | عسكري                            | الرئيس |
|      | Víctor González Fuentes                       | 21 يوليو 1978    | 21 يوليو 1978    | عسكري                            | رئيس المجلس العسكري |
|      | خوان بيريدا (1931–2012)                       | 21 يوليو 1978    | 24 نوفمبر 1978   | عسكري                            | الرئيس |
|      | ديفيد باديا (1927–2016)                       | 24 نوفمبر 1978   | 8 أغسطس 1979     | عسكري                            | رئيس المجلس العسكري |
|      | والتر غيفارا (1912–1996)                      | 8 أغسطس 1979     | 1 نوفمبر 1979    | Authentic Revolutionary Party    | الرئيس بالنيابة |
|      | Alberto Natusch (1933–1994)                   | 1 نوفمبر 1979    | 16 نوفمبر 1979   | عسكري                            | الرئيس |
|      | ليديا غويلير تاخادا (1921–2011)               | 16 نوفمبر 1979   | 17 يوليو 1980    | الجبهة الثورية اليسارية          | الرئيس بالنيابة |
|      | Junta of Commanders of the Armed Forces 1980 ‏ | 17 يوليو 1980    | 18 يوليو 1980    | عسكري                            | أعضاء: لويس غارسيا ميزا تيجادا Waldo Bernal Pereira Ramiro Terrazas Rodríguez |
|      | لويس غارسيا ميزا تيجادا (1929–2018)           | 18 يوليو 1980    | 4 أغسطس 1981     | عسكري                            | الرئيس |
|      | Junta of Commanders of the Armed Forces 1981 ‏ | 4 أغسطس 1981     | 4 سبتمبر 1981    | عسكري                            | أعضاء: Waldo Bernal Pereira سلسوه توريليو Óscar Jaime Pammo |
|      | سلسوه توريليو (1933–1999)                     | 4 سبتمبر 1981    | 19 يوليو 1982    | عسكري                            | الرئيس |
|      | Junta of Commanders of the Armed Forces 1982 ‏ | 19 يوليو 1982    | 21 يوليو 1982    | عسكري                            | أعضاء: Natalio Morales Mosquera Óscar Jaime Pammo Ángel Mariscal Gómez |
|      | غيدو فيلدوسو (1937–)                          | 21 يوليو 1982    | 10 أكتوبر 1982   | عسكري                            | الرئيس |
|      | Hernán Siles Zuazo (1914–1996)                | 10 أكتوبر 1982   | 6 أغسطس 1985     | Democratic and Popular Union     | الرئيس |
|      | Víctor Paz Estenssoro (1907–2001)             | 6 أغسطس 1985     | 6 أغسطس 1989     | الحركة القومية الثورية           | الرئيس |
|      | خايمي باز زامورا (1939–)                      | 6 أغسطس 1989     | 6 أغسطس 1993     | حركة اليسار الثوري               | الرئيس |
|      | غونزالو سانشيز دي لوسادا (1930–)              | 6 أغسطس 1993     | 6 أغسطس 1997     | الحركة القومية الثورية           | الرئيس |
|      | هوغو بانزر (1926–2002)                        | 6 أغسطس 1997     | 7 أغسطس 2001     | Nationalist Democratic Action    | الرئيس |
|      | خورخي كيروغا (1960–)                          | 7 أغسطس 2001     | 6 أغسطس 2002     | Nationalist Democratic Action    | الرئيس |
|      | غونزالو سانشيز دي لوسادا (1930–)              | 6 أغسطس 2002     | 17 أكتوبر 2003   | الحركة القومية الثورية           | الرئيس |
|      | كارلوس ميسا (1953–)                           | 17 أكتوبر 2003   | 9 يونيو 2005     | مستقل                            | الرئيس |
|      | إدواردو رودريغز (1956–)                       | 9 يونيو 2005     | 22 يناير 2006    | مستقل                            | الرئيس |
|      | إيفو مورالس (1959–)                           | 22 يناير 2006    | 10 نوفمبر 2019   | حركة لأجل الاشتراكية             | الرئيس |
|      | جانين آنييز (1967–)                           | 13 نوفمبر 2019   | 8 نوفمبر 2020    | الحركة الديمقراطية الاجتماعية.   | رئيسة مؤقتة |
|      | لويس آرسي (1963–)                             | 8 نوفمبر 2020    | في المنصب        | الحركة نحو الاشتراكية            | الرئيس |